# Trio WoO 39

Le trio en si bémol majeur WoO39 de Ludwig van Beethoven, est un trio pour piano, violon et violoncelle,  composé en 1812 et publié en 1830.

## Présentation de l'œuvre
Beethoven composa ce petit Allegretto en si bémol majeur en juin 1812 pour Maximiliane Brentano, alors âgée de 10 ans.
Il s'agit d'un seul mouvement de forme sonate avec coda d'une durée d'exécution d'environ 5 minutes.
Cette pièce délibérément facile évite totalement la tension d'un développement typiquement beethovénien contre un charme franc et plein de douceur.
Le manuscrit autographe, détenu par la famille Brentano, a servi pour l'édition posthume en 1830 à Francfort, chez Dunst.

## Repères discographiques
- Daniel Barenboim piano, Pinchas Zukerman violon, Jacqueline du Pré violoncelle, 1969 (EMI Classics)[5]
- Wilhelm Kempff piano,  Henryk Szeryng violon, Pierre Fournier violoncelle, 1970 (DG)[6]
- Beaux Arts Trio, 1979 (Philips) réédition (Decca)
- Guarneri Trio Prague, 1998 (Harmonia Mundi)
- Trio Wanderer, 2012 (Harmonia Mundi)